# OPN3
OPN3, ili Opsin-3, je protein koji je kod čoveka kodiran OPN3 genom. Alternativno splajsovanje ovog gena proizvodi više transkriptnih varijanti, koje kodiraju različite proteinske izoforme.

## Funkcija
Opsini su članovi familije G protein-spregnutih receptora. Osim vizuelnih opsina, sisari poseduje nekoliko fotoreceptivnih ne-vizuelnih opsina koji su izraženi u tkivima izvan oka. Gen opsina-3 je u znatnoj meri izražen u mozgu i testisima, a u maloj meri i u jetri, materici, srcu, plućima, skeletalnim mišima, bubrezima, i pankreasu. Ovaj gene isto tako može da bude izražen u mrežnjači. Ovaj protein poseduje kanoničke osobine fotoreceptivnih opsina.

## Literatura
1. ↑  Blackshaw S, Snyder SH (1999). „Encephalopsin: a novel mammalian extraretinal opsin discretely localized in the brain”. J Neurosci. 19 (10): 3681—90. PMID 10234000.
2. ↑  Halford S, Freedman MS, Bellingham J, Inglis SL, Poopalasundaram S, Soni BG, Foster RG, Hunt DM (2001). „Characterization of a novel human opsin gene with wide tissue expression and identification of embedded and flanking genes on chromosome 1q43”. Genomics. 72 (2): 203—8. PMID 11401433. doi:10.1006/geno.2001.6469.
3. 1 2  „Entrez Gene: OPN3 opsin 3 (encephalopsin, panopsin)”.

## Dodatna literatura
- Bonaldo MF; Lennon G; Soares MB (1997). „Normalization and subtraction: two approaches to facilitate gene discovery.”. Genome Res. 6 (9): 791—806. PMID 8889548. doi:10.1101/gr.6.9.791.
- Halford S; Bellingham J; Ocaka L;  . (2002). „Assignment of panopsin (OPN3) to human chromosome band 1q43 by in situ hybridization and somatic cell hybrids.”. Cytogenet. Cell Genet. 95 (3-4): 234—5. PMID 12063405. doi:10.1159/000059351.
- Kasper G; Taudien S; Staub E;  . (2003). „Different structural organization of the encephalopsin gene in man and mouse.”. Gene. 295 (1): 27—32. PMID 12242008. doi:10.1016/S0378-1119(02)00799-0.
- Strausberg RL; Feingold EA; Grouse LH;  . (2003). „Generation and initial analysis of more than 15,000 full-length human and mouse cDNA sequences.”. Proc. Natl. Acad. Sci. U.S.A. 99 (26): 16899—903. PMC 139241 . PMID 12477932. doi:10.1073/pnas.242603899.
- Alam NA; Gorman P; Jaeger EE;  . (2004). „Germline deletions of EXO1 do not cause colorectal tumors and lesions which are null for EXO1 do not have microsatellite instability.”. Cancer Genet. Cytogenet. 147 (2): 121—7. PMID 14623461. doi:10.1016/S0165-4608(03)00196-1.
- Gerhard DS; Wagner L; Feingold EA;  . (2004). „The status, quality, and expansion of the NIH full-length cDNA project: the Mammalian Gene Collection (MGC).”. Genome Res. 14 (10B): 2121—7. PMC 528928 . PMID 15489334. doi:10.1101/gr.2596504.
- Gregory SG; Barlow KF; McLay KE;  . (2006). „The DNA sequence and biological annotation of human chromosome 1.”. Nature. 441 (7091): 315—21. PMID 16710414. doi:10.1038/nature04727.